# Serena Ryder
Serena Ryder (* 8. prosince 1983 Toronto, Ontario) je kanadská zpěvačka, kytaristka a skladatelka. Serena vyrostla v Millbrooku v Ontariu nedaleko města Peterborough, kde později studovala. Již jako juniorka vystupovala sólově a také spolupracovala s mnoha skupinami z Peterborough a okolí.
V roce 2008 Serena vyhrála prestižní kanadské hudební ocenění JUNO Awards (New Artist of the Year) jako nejlepší nová hudební osobnost roku.

## Diskografie
- Falling Out – (1999)
- Unlikely Emergency – (2005)
- If Your Memory Serves You Well – (2006)
- Is It O.K. – (2008)
- Harmony – (2012)